# Robin Williams: Come Inside My Mind
Robin Williams: Come Inside My Mind é um documentário de 2018 dirigido e produzido pelo cineasta Marina Zenovich.